# 夔州古城遺址
夔州古城遺址位於重慶市奉節縣永安鎮，含永安鎮遺址、紫陽城遺址、蓮花池遺址、寶塔坪遺址，文物遺址年代為戰國-清，2009年12月15日列為第二批重慶市文物保護單位。